# Proteinová tyčinka
Proteinová tyčinka je tyčinka s vysokým obsahem bílkovin (proteinů) oproti sacharidům (cukrům) a tukům. Proteinové tyčinky jsou určené především pro lidi, kteří potřebují snadný zdroj bílkovin (například sportovci nebo bodybuildeři).
Proteinové tyčinky se vyrábějí například ze syrovátkové bílkoviny, z vaječného bílku, z kaseinu nebo i ze cvrččí mouky, existují ale i veganské proteinové tyčinky (například z hrachu, hnědé rýže, konopí nebo sóji).
První proteinové tyčinky vznikly v USA v druhé polovině 20. století, dnes jsou ale rozšířené po celém světě, v Česku se jejich výrobou zabývá například firma Maxsport nebo NUTREND.